# Neacomys oliveirai
Neacomys oliveirai és una espècie de mamífer rosegador de la família dels cricètids. És endèmic del Boasc Nacional de Carajás (Brasil), on viu a altituds d'entre 654 i 747 msnm. El seu hàbitat natural són els boscos ombròfils. Té una llargada de cap a gropa de 68-81 mm, la cua de 62-82 mm i un pes de 10-15 mm. Fou anomenat en honor del mastòleg brasiler João Alves de Oliveira. Com que fou descoberta fa poc, l'estat de conservació d'aquesta espècie encara no ha estat avaluat formalment.